# Dietmar Pohl (Radsportler)

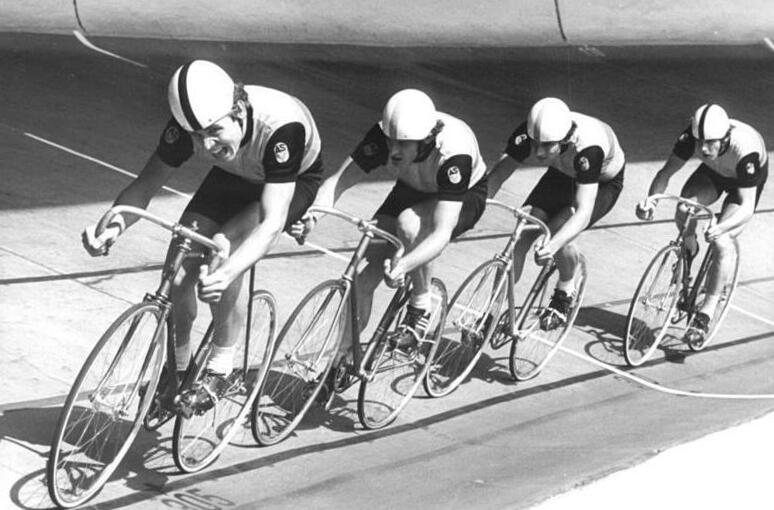
von links Dietmar Pohl, Norbert Dürpisch, Hans-Joachim Pohl, Fred Müller

Dietmar Pohl (* 1. März 1957 in Magdeborn) ist ein ehemaliger deutscher Radsportler und DDR-Meister im Radsport.

## Sportliche Laufbahn
Pohl begann mit 12 Jahre 1969 in Markkleeberg in der Kindergruppe des ASK Vorwärts Markkleeberg mit dem Radsport. Zuvor musste er mit seiner Familie wie alle 3.200 Einwohner des Dorfes seinen Heimatort verlassen, da Magdeborn dem Braunkohletagebau weichen musste. Er war bis 1978 Mitglied des ASK Vorwärts Frankfurt an der Oder, nachdem er nach Frankfurt übersiedelte. In seiner erfolgreichen Jugendzeit als Radsportler war er u. a. Sieger bei der Kinder- und Jugendspartakiade im Straßenrennen. In der Männerklasse wurde er 1978 DDR-Meister in der Mannschaftsverfolgung auf der Bahn mit seinen Vereinskameraden Norbert Dürpisch, Fred Müller und Hans-Joachim Pohl.

## Berufliches
Pohl war von 1978 bis 1991 als Nachwuchstrainer in Frankfurt an der Oder tätig. Seit 1992 ist er Angestellter der Michelin-Reifenwerke.

## Familiäres
Dietmar Pohl ist der ältere Bruder von Hans-Joachim Pohl, der 1982 bei den UCI-Bahnweltmeisterschaften Weltmeister im Punktefahren wurde.